# Alberto Manzi
Alberto Manzi (Roma, 3 novembre 1924 – Pitigliano, 4 dicembre 1997) è stato un docente, pedagogista, scrittore e politico italiano, noto principalmente per aver condotto la fortunata trasmissione televisiva Non è mai troppo tardi, messa in onda fra il 1960 e il 1968, il cui successo fu tale che, successivamente, venne riprodotta all'estero in ben 72 Paesi, e riuscì a far prendere a quasi un milione e mezzo di italiani la licenza elementare.

## Biografia
Manzi nacque a Roma il 3 novembre 1924 nel rione Borgo da Ettore Manzi, tramviere, e Rina (Etterina Maria) Mazzei, originaria di Tufo in Abruzzo e impiegata presso gli uffici annonari del Vaticano.
Nel 1927, a causa dello smantellamento della Spina di Borgo, furono sfrattati e venne loro assegnato un appartamento in piazza Bologna, allora periferia romana. Con la nascita della sorella, la mamma smise di lavorare per dedicarsi esclusivamente ai figli.
Da ragazzo, appassionato di mare, frequentò i Balilla Marinaretti: questo gli consentì di venire iscritto nelle liste di Leva della Marina.
Nel 1942 terminò gli studi secondari, diplomandosi presso l'Istituto Magistrale "G.Carducci" di Roma.
L'8 settembre 1943 la Repubblica Sociale chiamò alle armi le classi 1924 e 1925, dando un ultimatum di 30 giorni per presentarsi, pena la fucilazione. Antifascista come tutta la famiglia, non intendeva sottomettersi a Salò. Grazie al padre, bersagliere nella prima guerra mondiale e sergente delle Guardie Palatine nella seconda, volontario della Croce rossa sui treni ospedale e Guardiano del Pantheon per i Cavalieri di Malta, riuscì a nascondersi presso la sede dell'Ordine di Malta, evitando così i rastrellamenti.
Il 4 giugno 1944, con l'arrivo degli americani a Roma, decise di arruolarsi volontario presso il Battaglione San Marco, aggregato all'VIII Armata britannica. Raggiunse Brindisi e il suo comportamento, ironico e provocatorio, colpì il comandante a tal punto che lo volle in fureria come segretario per tutta la campagna. Alla domanda del sottufficiale "Titolo di studio?" rispose "Diploma Magistrale". Ma alla seconda "Sai leggere?" rispose "No!", suscitando le risa dei commilitoni e accattivandosi la stima del comandante.
Nel 1945, dopo la fine della guerra, non venne congedato con gli altri perché il comandante lo volle ancora con sé per sbrigare le pratiche burocratiche del Battaglione. Tornò a Roma quindi due mesi dopo i compagni d'armi.
Manzi, in un'intervista del 13 giugno 1997 rilasciata a Roberto Farné, afferma:
«Facendo la guerra, poi, ho scoperto che tante cose per cui si pensava valesse la pena vivere erano solo delle falsità. [...] Soprattutto dopo l'esperienza della guerra, l'idea fissa che avevo era di aiutare i ragazzi, [...] rinnovare un po' la scuola, per cambiare certe cose che non mi piacevano».
Iniziò l'attività scolastica prendendo servizio all'Istituto di Rieducazione e Pena ”Aristide Gabelli“ di Roma: accettò il posto, rifiutato da ben quattro colleghi. Qui realizzò il primo giornale degli Istituti di Pena, La Tradotta. Nel 1947 ricevette l'incarico di supplente presso la scuola di Campagnano Romano.
Nel 1948 sposò Ida Renzi, sua collega, con la quale ebbe quattro figli: Alda, Massimo, Roberta e Flavia. Negli anni ottanta divorziò da Ida e sposò Sonia Boni con la quale ebbe una figlia, Giulia. Con loro si trasferì a Pitigliano dove fu eletto sindaco.
Sempre nel 1948 ottenne il Premio Collodi per Grogh, storia di un castoro, romanzo per ragazzi, pubblicato dalla Bompiani nel 1950 (con riduzione radiofonica della Rai nel 1953, in seguito tradotto in 28 lingue).
Nel 1950 Luigi Volpicelli lo volle come collaboratore per qualche anno e Domenico Volpi lo chiamò a collaborare con la Casa Editrice AVE, per la quale pubblicò diversi testi scolastici e collaborò con Gianni Rodari e Jacovitti alla rivista Il Vittorioso.
Nel 1950 prese servizio come insegnante elementare presso la scuola Fratelli Bandiera di Roma, dove restò fino alla pensione.
Nel 1955, grazie ai cugini che vivevano a Lima in Perú, si recò per la prima volta in Sud America, e collaborò con il cugino, docente di italiano, in programmi di scolarizzazione e di socializzazione.
Conobbe don Giulio, padre salesiano in missione, con il quale tornò a collaborare spesso con l'Università Pontificia Salesiana. Questa esperienza fu ispiratrice dei romanzi El Loco, La Luna nelle baracche e del romanzo postumo E venne il sabato.
Scrisse diversi libri per ragazzi: il più famoso è Orzowei, pubblicato nel 1955, da cui fu tratta negli anni '70 la serie televisiva omonima di grande successo per la regia di Yves Allegret, per la TV dei ragazzi.
Nel 1960 fu scelto per presentare il programma Non è mai troppo tardi, in onda sul Programma Nazionale, che prese il via il 15 novembre, concepito come strumento di ausilio nella lotta all'analfabetismo. Il programma, curato insieme a Oreste Gasperini e Carlo Piantoni, ebbe grande successo e lo rese famoso: riproduceva in televisione vere e proprie lezioni di scuola elementare con metodologie didattiche innovative. Al "provino" strappò il copione che gli era stato dato e improvvisò una lezione alla sua maniera, dinanzi a classi composte da adulti analfabeti o quasi. La trasmissione andò in onda per otto anni e fu di grande interesse e rilevanza sociale: si stima che quasi un milione e mezzo di persone abbiano conseguito la licenza elementare grazie a queste lezioni a distanza, svolte di fatto secondo un vero e proprio corso di scuola serale. Le trasmissioni andavano in onda nel tardo pomeriggio, prima di cena. Manzi utilizzava un grande blocco di carta montato su cavalletto sul quale scriveva, con l'ausilio di un carboncino, semplici parole o lettere accompagnate da un accattivante disegnino di riferimento. Usava anche una lavagna luminosa, per quei tempi assai suggestiva. La Rai Eri, casa editrice della Rai, pubblicava materiale ausiliario per le lezioni, quali quaderni e piccoli testi.

Alberto Manzi in un momento in onda del programma TV Non è mai troppo tardi

Nel 1961 gli viene conferita la Croce di Cavaliere al Merito della Repubblica Italiana.
Concluso il programma, dopo alcune brevi e sporadiche programmazioni radiotelevisive su temi legati all'istruzione, ritornò quasi a tempo pieno all'insegnamento scolastico classico, presso la scuola elementare "Fratelli Bandiera" di Roma.
Di tanto in tanto partecipò a delle campagne di alfabetizzazione degli italiani all'estero e ad alcuni viaggi in America Latina per collaborare alla promozione sociale dei contadini più poveri.
Tornò alla ribalta nel 1981, quando si rifiutò di redigere le appena introdotte "schede di valutazione" che la riforma della scuola aveva messo al posto della pagella. Disse: «Non posso bollare un ragazzo con un giudizio, perché cambierebbe, è in movimento. Se il prossimo anno uno leggesse il giudizio che ho dato quest'anno, l'avremmo bollato per i prossimi anni». La "disobbedienza" gli costò la sospensione dall'insegnamento e dallo stipendio. L'anno seguente il Ministero della Pubblica Istruzione fece pressione su di lui per convincerlo a scrivere le attese valutazioni: fece intendere di non avere cambiato opinione, ma si mostrò disponibile a redigere una valutazione riepilogativa, uguale per tutti tramite un timbro. Il giudizio era: "Fa quel che può, quel che non può non fa". Il Ministero si mostrò contrario alla valutazione timbrata, al che Manzi ribatté: «Non c'è problema, posso scriverlo anche a penna».
Nel 1992 la Rai ripropose Manzi ne L'italiano per gli extracomunitari, programma in 60 puntate televisive in onda su Rai 3, per insegnare la lingua italiana agli immigrati.
Dal 1995 al 1997 fu sindaco di Pitigliano, in provincia di Grosseto.
Il maestro Manzi morì il 4 dicembre del 1997, presso l'Ospedale di Pitigliano.

## L'archivio
L'enorme archivio di Alberto Manzi è a disposizione della collettività presso la sede della Regione Emilia-Romagna: nel 1999 la vedova, Sonia Boni, lo donò al Dipartimento di Scienze dell'Educazione dell'Università di Bologna e, in seguito a convenzione stipulata nel 2000, tutto il materiale fu ospitato presso il Consiglio Regionale emiliano-romagnolo (oggi Assemblea Legislativa), in viale Aldo Moro 50 a Bologna.
La convenzione fu poi rinnovata nel 2007, decennale della morte, portando alla creazione del “Centro Alberto Manzi”, struttura nata «per volontà dell’Assemblea legislativa della Regione Emilia-Romagna che rilancia un accordo con la Rai, con il MIUR, con l’Università di Bologna e con la Giunta regionale affinché l’archivio diventi il cuore propulsore di progetti e iniziative per i cittadini e le cittadine. Mettendo al centro le scuole, gli insegnanti, i bambini e le bambine si potenzia un modello educativo fondamentale alla coesione sociale delle comunità locali.»
Il contenuto dell'archivio è variegato, riflettendo molto bene «la molteplicità e l’ampiezza di interessi di un personaggio singolare, il suo essere in anticipo sui tempi e una sperimentazione sempre originale e per molti versi indimenticabile.»
Le migliaia di “pezzi” comprendono appunti e studi di argomento pedagogico, utilizzati da Manzi nei suoi interventi in vari convegni, e progetti e annotazioni per programmi televisivi o libri di testo, fasi redazionali e materiale preparatorio dei numerosi romanzi, delle favole e in generale delle pubblicazioni del "Maestro", fino a corrispondenza, fotografie, videocassette e bobine audio con registrazioni di trasmissioni radio-televisive, nonché diari scolastici.

## Omaggi
Il Dipartimento di Scienze dell'Educazione dell'Università di Bologna ha prodotto un documentario, con la regia di Luigi Zanolio, intitolato Buona maestra TV? Non è mai troppo tardi,  in onda ancora oggi su Rai Storia, da cui è stato estrapolato il libro di Roberto Farné, ma anche la sceneggiatura delle puntate Rai.
La Rai ha prodotto una miniserie televisiva in due puntate dedicata alla vita del Maestro Manzi, dal titolo Non è mai troppo tardi. Il ruolo del Maestro Manzi è stato interpretato da Claudio Santamaria. La fiction è andata in onda il 24 e 25 febbraio 2014 su Rai 1 e ha ottenuto ottimi ascolti.
Ad Alberto Manzi sono intitolate diverse scuole in Italia.
La stella variabile scoperta dall'Osservatorio Bassano Bresciano intitolata AM OAB V3 (le prime due lettere rappresentano le iniziali del suo nome) è stata dedicata al maestro.
A Tufo di Carsoli un murale è dedicato alla figura di Alberto Manzi.
Il 3 novembre 2024 è stato emesso un francobollo dedicato, per il centenario della nascita 1924

## Opere
- Grogh. Storia di un castoro, Milano, Bompiani, 1951.
- Problemi ed esperienze di psicologia del lavoro. Orientamento e selezione, Firenze, Editrice Universitaria, 1953.
- Psicologia, Firenze, Sansoni, 1953.
- Guide e scalatori alpini, Brescia, La Scuola, 1955.
- Orzowei, Firenze, Vallecchi, 1955.
- Testa rossa, Milano, Bompiani, 1957.
- I dominatori dell'aria, Brescia, La Scuola, 1959.
- Le meraviglie del mondo alato, Brescia, La Scuola, 1959.
- Strani animali, con Danilo Forina, Brescia, La Scuola, 1959.
- Il popolo mirmico, Brescia, La Scuola, 1959.
- Luigi Pasteur, Roma, AVE, 1959.
- I misteriosi serpenti, Brescia, La Scuola, 1960.
- Animali grandi, piccoli, così così, Milano, Ist. edizioni artistiche, 1960.
- Campane. Letture per il primo-secondo ciclo, 5 voll., Milano, Fabbri, 1960.
- I popoli raccontano, a cura di e con Guglielmo Valle, 4 voll., Brescia, La Scuola, 1961.
- I cani, Milano, La sorgente, 1961.
- I colossi, Milano, La sorgente, 1961.
- Le scimmie, Milano, La sorgente, 1961.
- Gli uccelli, Milano, La sorgente, 1961.
- Strane alleanze, Brescia, La Scuola, 1961.
- Walt Disney. Misteri degli abissi, testo di, Milano, A. Mondadori, 1961.
- Gli animali a casa loro, Milano, Ist. edizioni artistiche, 1962.
- Dal diario di bordo, Brescia, La Scuola, 1962.
- Walt Disney. Laik, il lemmo, testo di, Milano, A. Mondadori, 1962.
- Li-Ci racconta, a cura di, Milano, Fabbri, 1963.
- Quaderno Vitt. Classe quinta, ideato e realizzato da e con Domenico Volpi, Roma, AVE, 1963.
- Il pellicano, a cura di e con Guglielmo Valle, 5 voll., Roma, AVE, 1964.
- Aosta, testi di e con Leonardo Grimaudo e Domenico Volpi, Roma, AVE, 1964.
- Catanzaro, testi di e con Leonardo Grimaudo e Domenico Volpi, Roma, AVE, 1964.
- Cosenza, testi di e con Leonardo Grimaudo e Domenico Volpi, Roma, AVE, 1964.
- Varese, testi di e con Leonardo Grimaudo e Domenico Volpi, Roma, AVE, 1964.
- Bologna, testi di e con Leonardo Grimaudo e Domenico Volpi, Roma, AVE, 1965.
- Cagliari, testi di e con Leonardo Grimaudo e Domenico Volpi, Roma, AVE, 1965.
- Latina, testi di e con Leonardo Grimaudo e Domenico Volpi, Roma, AVE, 1965.
- Pavia, testi di e con Leonardo Grimaudo e Domenico Volpi, Roma, AVE, 1965.
- Reggio di Calabria, testi di e con Leonardo Grimaudo e Domenico Volpi, Roma, AVE, 1965.
- Siena, testi di e con Leonardo Grimaudo e Domenico Volpi, Roma, AVE, 1965.
- Siracusa, testi di e con Leonardo Grimaudo e Domenico Volpi, Roma, AVE, 1965.
- Trento, testi di e con Leonardo Grimaudo e Domenico Volpi, Roma, AVE, 1965.
- Trieste, testi di e con Leonardo Grimaudo e Domenico Volpi, Roma, AVE, 1965.
- Vicenza, testi di e con Leonardo Grimaudo e Domenico Volpi, Roma, AVE, 1965.
- Il mondo è la mia patria, a cura di e con Domenico Volpi, 5 voll., Roma, AVE, 1966.
- Vacanze, 5 voll., Roma, AVE, 1968.
- Il fanciullo dai sei ai dodici anni, con Gino Frontali e Luigi Volpicelli, Torino, ERI, 1968.
- La natura e la vita, a cura di, 3 voll., Milano, Bompiani, 1968.
- Umanità. Sussidiario per la scuola elementare, con Savino Mombelli, 3 voll., Roma, AVE, 1969.
- Appunti per rapidi disegni alla lavagna, Roma, AVE, 1970.
- Il pianeta chiamato Terra. Spunti per lezioni di Geografia, Roma, AVE, 1970.
- L'uomo contro la fame. Spunti per lezioni di Storia, Roma, AVE, 1970.
- La società. Spunti per lezioni di Educazione civica, Roma, AVE, 1970.
- Storie senza tempo, Torino, ERI, 1971.
- Insieme. Corso di lingua italiana per stranieri, con Bruna Boldrin, Bergamo, Janus, 1972.
- La tua primavera. Sussidiario per la seconda classe elementare, Roma, AVE, 1972.
- La Luna nelle baracche, Firenze, Salani, 1974.
- Le fantastiche storie di..., testi di, Milano, Rino Fabbri, 1975.
- Crieck la curiosa, testi di, Milano, Rino Fabbri, 1975.
- Zip nemico pubblico numero uno, testi di, Milano, Rino Fabbri, 1975.
- Il mistero della Macchia nera, testi di, Milano, Rino Fabbri, 1976.
- Nessuno è importante, testi di, Milano, Rino Fabbri, 1976.
- Tiak la volpe, testi di, Milano, Rino Fabbri, 1976.
- Città nel prato, testi di e con Pierina Boranga e Renato Caporali, Firenze, Giunti Marzocco, 1976.
- El Loco, Firenze, Salani, 1979.
- Il filo d'erba. Pompei, una storia nella storia, note storiche di Maria Luisa D'Angiolino, Roma, Vision, 1979.
- I martiri delle Ardeatine... ricordiamoli, Roma, Associazione Nazionale Famiglie Italiane Martiri, 1982.
- Conigli, Volpi, Lombrichi... gli intrecci misteriosi!, testi di, Milano, Motta, 1987.
- Essere uomo..., Pitigliano, Laurum, 1990.
- Tupiriglio, Padova, Edizioni moderne, 1988.
- Ti racconto la storia. Prime civiltà lungo il fiume giallo. I cinesi, illustrato da Sergio Trama, Firenze, Edizioni Primavera, 1990. ISBN 88-09-60550-0.
- Ti racconto la storia. Sulle rive del Nilo. Gli egizi, illustrato da Sergio Trama, Firenze, Edizioni Primavera, 1990. ISBN 88-09-60551-9.
- Ti racconto la storia. La civiltà dei grandi templi. La Grecia, illustrato da Sergio Trama, Firenze, Edizioni Primavera, 1990. ISBN 88-09-60552-7.
- Ti racconto la storia. Incontro con i primi uomini, illustrato da Sergio Trama, Firenze, Edizioni Primavera, 1990. ISBN 88-09-60553-5.
- Ti racconto la storia. Alla conquista del mondo. I romani, illustrato da Sergio Trama, Firenze, Edizioni Primavera, 1990. ISBN 88-09-60554-3.
- Ti racconto la storia. Artisti, castelli e cavalieri. Il medioevo, illustrato da Sergio Trama, Firenze, Edizioni Primavera, 1990. ISBN 88-09-60555-1.
- Ti racconto la storia. Viaggi e grandi scoperte. Verso un mondo moderno, illustrato da Sergio Trama, Firenze, Edizioni Primavera, 1990. ISBN 88-09-60556-X.
- Ti racconto la storia. La civiltà del nostro tempo, illustrato da Sergio Trama, Firenze, Edizioni Primavera, 1990. ISBN 88-09-60557-8.
- E venne il sabato, Iesa, Gorée, 2005. ISBN 88-89605-00-6.
- Gugù, Iesa, Gorée, 2005. ISBN 88-89605-06-5.
- Romanzi, Iesa, Gorée, 2007. ISBN 978-88-89605-39-4.
- Tensione cognitiva. Un'antologia di scritti di Alberto Manzi sull'educazione scientifica, Bologna, Centro Alberto Manzi, 2012.